# Вила Миноцо
Вѝла Мино̀цо (на италиански: Villa Minozzo, на местен диалект la Vìla da Mnòcc, ла Вила да Мъноч) е малко градче и община в северна Италия, провинция Реджо Емилия, регион Емилия-Романя. Разположено е на 684 m надморска височина. Населението на общината е 3998 души (към 2010 г.).